# Ust'-Chajrjuzovo
Ust'-Hajrjuzovo (in lingua russa Усть-Хайрюзово) è una città di 1 300 abitanti situata nel Krai di Kamčatka, in Russia.